# Сельское поселение «Деревня Михеево» (Медынский район)
Сельское поселение «Деревня Михеево» — муниципальное образование в составе Медынского района Калужской области России.
Центр — деревня Михеево.

## Состав сельского поселения
| № | Населённый пункт | Тип населённого пункта          | Население |
| - | ---------------- | ------------------------------- | --------- |
| 1 | Михеево          | деревня, административный центр | ↘359      |
| 2 | Агеевка          | деревня                         | →15       |
| 3 | Васильевское     | деревня                         | →0        |
| 4 | Горнево          | деревня                         | ↘4        |
| 5 | Клины            | деревня                         | ↘24       |
| 6 | Подолино         | деревня                         | ↘7        |
| 7 | Пушкино          | деревня                         | ↘15       |
| 8 | Самсоново        | деревня                         | ↘14       |
| 9 | Уланово          | деревня                         | ↘90       |

## Население
| 2010 | 2012 | 2013 | 2014 | 2015 | 2016 | 2017 |
| ---- | ---- | ---- | ---- | ---- | ---- | ---- |
| 528  | ↗553 | ↗586 | ↗603 | ↘590 | ↘574 | ↘546 |
| 2018 | 2019 | 2019 | 2021 |      |      |      |
| ↘545 | ↘540 | ↗553 | ↘492 |      |      |      |